# Schleusenwärterhaus Schleuse 64 (Nürnberg)

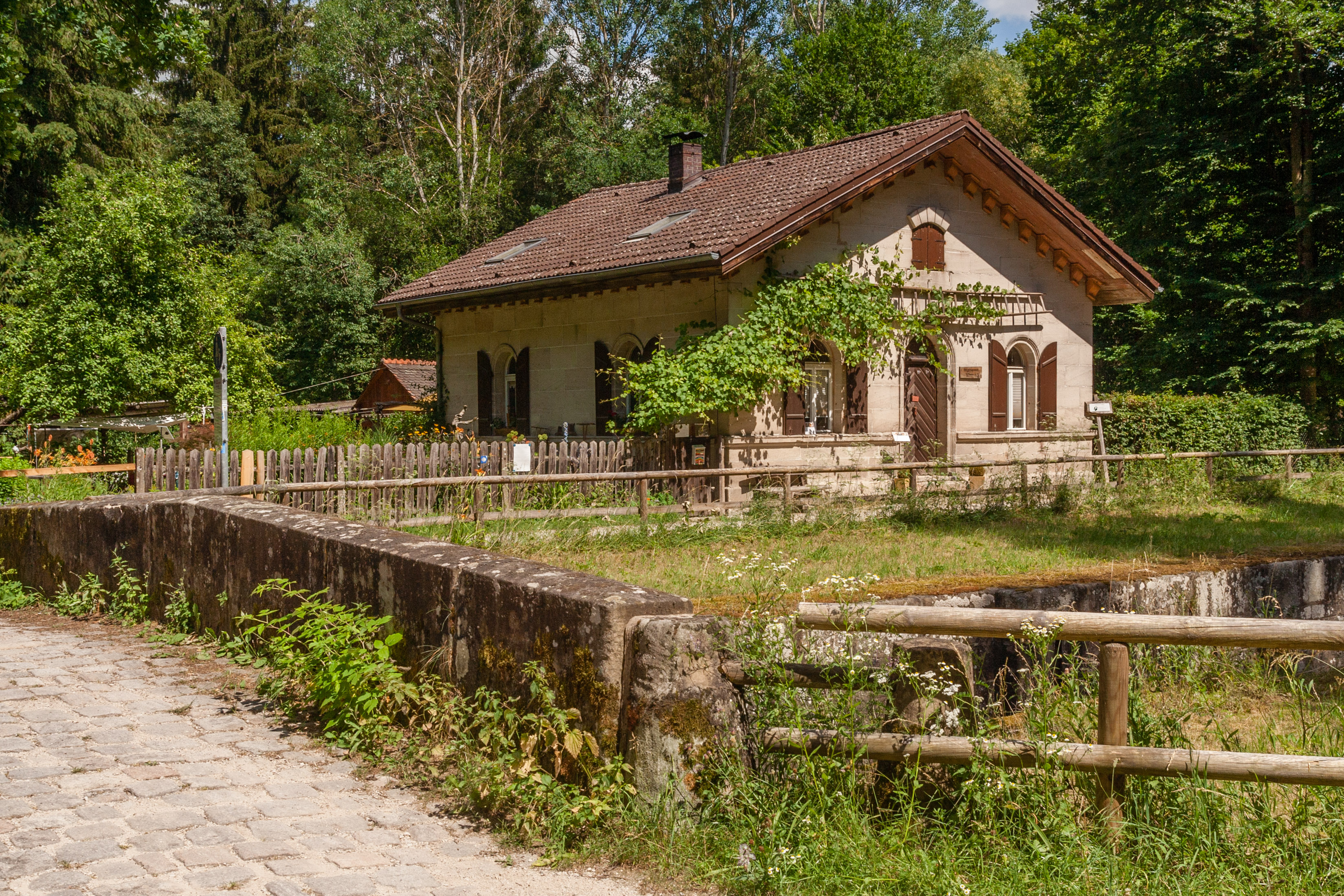
Schleusenwärterhaus der Schleuse 64 des Ludwig-Donau-Main-Kanals

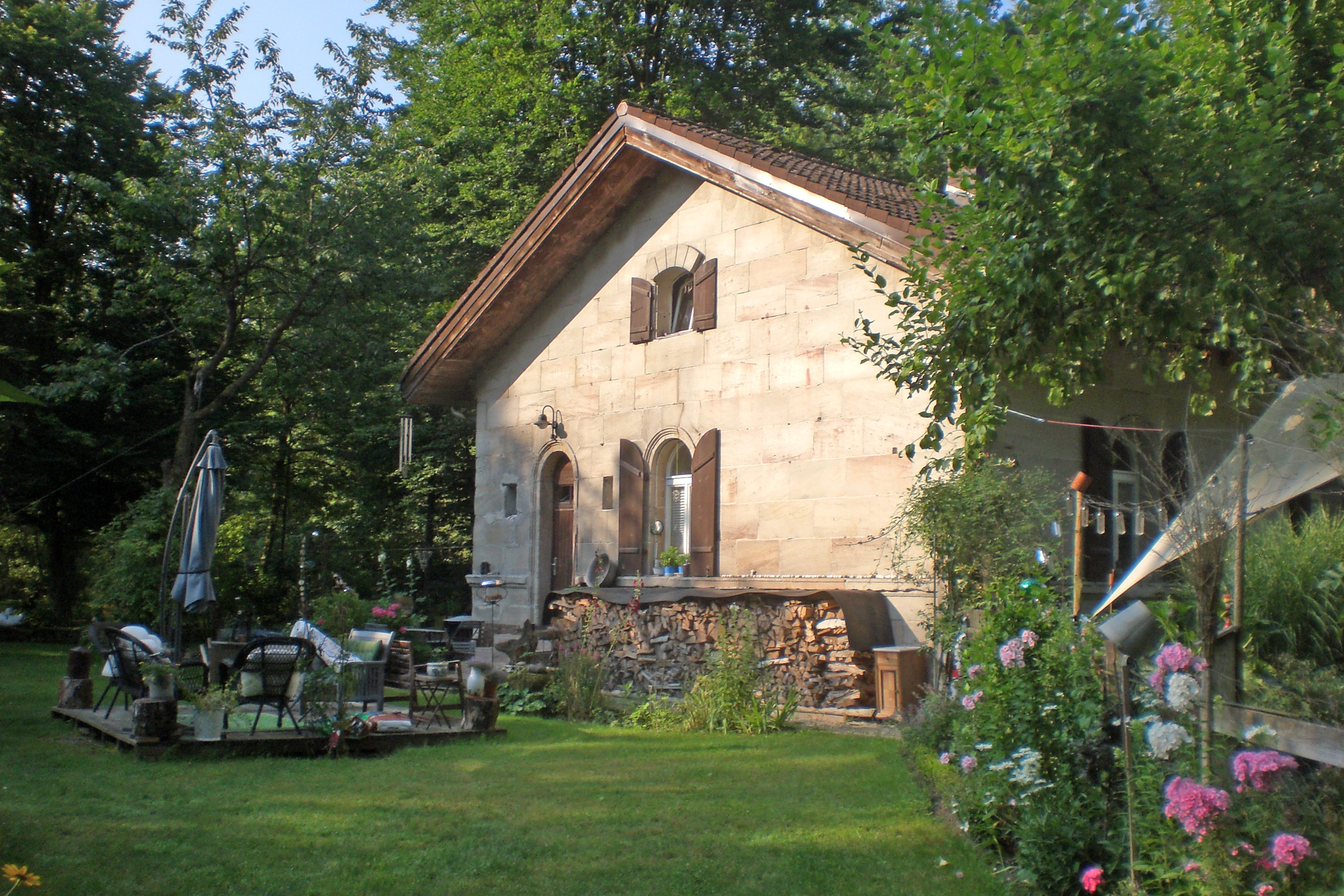
Rückseite (2024)

Das Schleusenwärterhaus Schleuse 64 in Worzeldorf, einem Stadtteil der mittelfränkischen Stadt Nürnberg, war Bestandteil des Ludwig-Donau-Main-Kanals.
Das eingeschossige Gebäude wurde zwischen 1836 und 1845 errichtet. Es weist ein Quadermauerwerk aus Rotsandstein und ein Satteldach auf, die Fenster und der Eingang sind stichbogig. Insgesamt gab es 69 Schleusen- und Kanalwärterhäuser, die nach einem Musterplan gebaut worden waren. Nur noch wenige dieser Gebäude sind erhalten.

## Schleusenwärterhäuser am Ludwig-Donau-Main-Kanal
- Schleusenwärterhaus Mühlwörth 15 (Bamberg)
- Schleusenwärterhaus (Forchheim)
- Schleusenwärterhaus Schleuse 70 (Nürnberg)
- Schleusenwärterhaus Schleuse 72 (Nürnberg)
- Schleusenwärterhaus (Pollanten)

## Sonstiges
Das Schleusenwärterhaus war Drehort der Tatortfolge Warum.